# یوبولوس (دولتمرد)
یوبولوس (زبان یونانی: Εὔβουλος؛ ۱ ژانویهٔ ۰۴۰۵ – ۱ ژانویهٔ ۰۳۳۰)پیش از میلاد  سیاستمدار، و سخنران عمومی اهل آتن باستان بود. یوبولوس در سیاست آتن بسیار تأثیرگذار بود و به خاطر توانایی‌هایش در مدیریت امور مالی آتن قابل توجه بود.